# فرانك أغسطس ألين
فرانك أغسطس ألين (بالإنجليزية: Frank Augustus Allen)‏ هو سياسي أمريكي، ولد في 29 يناير 1835 في سانفورد في الولايات المتحدة، وتوفي في 22 مايو 1916 في كامبريدج في الولايات المتحدة.